# Naile İvegin
Naile İvegin-Çırak  (nacida el 29 de mayo de 1985 en Niksar, Turquía) es una exjugadora de baloncesto turca. Con 1.85 metros de estatura, jugaba en la posición de ala-pívot.